# U.S. News & World Report Best Global University Ranking
U.S. News & World Report Best Global University Ranking ― глобальный рейтинг университетов, ежегодно публикуемый журналом US News & World Report.
28 октября 2014 года журнал US News, который публиковал рейтинг американских университетов ещё с 1983 года, впервые выпустил свой глобальный рейтинг, в котором оценивались 500 университетов в 49 странах. Эта первая часть рейтинга лучших мировых университетов была опубликована без предварительного уведомления. Позже в US News уточнили, что рейтинги того года были пробным шаром для вхождения в область оценки университетов по всему миру. После предварительного объявления рейтингов в 2016 году, издание формализовало глобальные рейтинги университетов в рамках своей регулярной годовой программы. Обнародованная методология рейтинга показала, что она основана на десяти различных показателях, которые измеряют академическую успеваемость и репутацию университетов. С тех пор рейтинг был пересмотрен и расширен до 1 500 учреждений в 81 стране и теперь включает пять региональных и 28 предметных рейтингов. Глобальный рейтинг US News с использованием 13 показателей в основном основан на данных, предоставленных Clarivate. Он методологически отличается от рейтинга американских учебных учреждений: зарубежные университеты оцениваются с использованием таких факторов, как исследовательская репутация, академические публикации и количество высокоцитируемых статей.
В 2014 году Inside Higher Ed отметили, что US News входит в область международных рейтингов колледжей и университетов, в которой уже «доминируют три основных мировых рейтинга университетов»: Times Higher Education World University Rankings, Academic Ranking of World Universities и QS World University Rankings. Главный стратег US News Роберт Морс заявил: «мы уже хорошо известны в области составления академических рейтингов, поэтому мы думали, что мы делаем естественное продолжение тех рейтингов, над которыми работали ранее». Морс отметил, что US News ― «первое американское издательство, вошедшее в пространство глобальных рейтингов», учитывая то, что Times Higher Education и QS являются британскими проектам, а Academic Ranking of World Universities ― китайским.
The Washington Post отметили, что некоторые вузы США занимают более низкое место в глобальном рейтинге US News, чем в своём национальном рейтинге, в частности Принстон, который был назван лучшим университетом США во внутреннем рейтинге 2015 года, но уступил девяти другим университетам США (и трём университетам Великобритании) в глобальном рейтинге того же года. Это было связано с тем, что в глобальном рейтинге основное внимание уделялось «исследовательскому мастерству», тогда как «опыт бакалавриата», по которому трудно получить единообразные международные данные, не был включён в качестве критерия. Forbes, который, как и многие другие, резко критиковал рейтинг американских колледжей US News, высоко оценил глобальный рейтинг US News как основанный в основном на «объективных показателях» и представляющий «достойную» схему оценки.

## Методология
Изначально для составления рейтинга 2021 Best Global Universities Rankings был создан перечень из 1748 высших учебных заведений. Для участия в итоговом рейтинге к вузам предъявлялись определенные требования и судя по итоговой таблице, к оцениванию было допущено 1678 учреждений  (но в конкурентной борьбе по итогам будет участвовать чуть меньше вузов, так как некоторым из них не начислены баллы и они фигурируют "без ранга" ("Unranked in Best Global Universities"). Далее для определения числовых значений, определяющих финальное положение университетов, академий, институтов и т.д., используется перечень из 13 разработанных показателей, каждый из которых является взвешенным, то есть вносит определенный вклад в общие баллы, соответственно процентному эквиваленту.
1. Global research reputation - 12,5 %,
2. Regional research reputation - 12,5 %,
3. Публикационная активность (Publications) - 10 %,
4. Издательская активность (Books) - 2,5 %,
5. Проведение конференций (Conferences) - 2,5 %,
6. Цитирование публикаций (нормализированное) (Normalized citation impact) - 10 %,
7. Общий объем цитирования (Total citations) - 7,5 %,
8. Количество публикаций, которые входят в число 10% наиболее цитируемых в мире (Number of publications that are among the 10% most cited) - 12,5 %,
9. Процент публикаций, которые входят в число 10% наиболее цитируемых от общего числа публикаций (Percentage of total publications that are among the 10% most cited) - 10 %,
10. Доля исследовательских работ с международным авторским коллективом - по отношению к конкретной стране (International collaboration - relative to country) - 5 %,
11. Доля исследовательских работ с международным авторским коллективом - по отношению ко всем исследованиям вуза (International collaboration) - 5 %,
12. Количество высокоцитируемых работ, которые входят в число 1 % наиболее цитируемых в своей области (Number of highly cited papers that are among the top 1 % most cited in their respective field) - 5 %,
13. Процент публикаций вуза, которые входят в число 1 % наиболее цитируемых работ  (Percentage of total publications that are among the top 1% most highly cited papers) - 5 %.

## Субрейтинги по странам
Рейтинг U.S. News Best Global Universities может формировать отдельные рейтинги внутри общего рейтинга, например, рейтинг по странам. Это доступно для тех стран, в итоговый рейтинг из которых вошли не менее пяти вузов.

## Российские вузы в рейтинге
В рейтинге 2021 Best Global Universities Rankings представлены 24 российских вуза, но в конкурентной борьбе участвуют только 19 из них (5 вузов фигурируют "без ранга"). Наивысшую позицию из отечественных высших учебных заведений занимает МГУ им. Ломоносова (285 место), за ним следуют МФТИ (385 место), НИЯУ МИФИ (402 место) и др.